# Lőrincz Márton
Lőrincz Márton (Korond, 1911. október 28. – Argentína, San Carlos de Bariloche, 1969. augusztus 1.) olimpiai bajnok birkózó.

## Élete
1911. október 23-án született, de anyakönyvezésére később került sor, ezért van több születési dátuma a szakirodalomban. Édesanyja pálfalvi volt, édesapja a korondi Lőrincz Molnár Mózes, aki az első világháborúban hősi halált halt, így a fiút édesanyja mellett egy erőszakos mostohaapa nevelte fel. Először mészárossegéd volt, majd a székelyudvarhelyi Gyarmati István mester asztalosinasa lett. Itt került kapcsolatba először a sporttal. Ezt követően visszatért Korondra, ahol az aragonit gyárában dolgozott.
A 30-as évek gazdasági nehézségei miatt a nyugtalan természetű és az egyre erősödő kisebbségi elnyomást nehezen tűrő fiatalember Magyarországra menekült. Budapesten végül a Helyiérdekű Vasút (HÉV) alkalmazottja lett, tisztviselői állásban.
A Magyar AC birkózója lett. Mindkét fogásnemben versenyzett, 1934-től 1937-ig kötöttfogásban és szabadfogásban 10 alkalommal volt tagja a magyar válogatottnak. Az 1934. évi stockholmi Európa-bajnokságon ő szerezte a magyar küldöttség egyetlen aranyérmét. 1935-ben sérülten versenyezve második lett az Eb-n.
Az 1936. évi olimpiára Szentesen készült fel dr. Papp László birkózó társaságában, és a kötöttfogású birkózás légsúly csoportjában (56 kg) olimpiai bajnoki címet nyert.
„A berlini ötkarikás játékokon – 1936-ban vagyunk – több vendégsportoló is fasiszta kézfelemeléssel hallgatta saját himnuszát. Ezt inkább a házigazdák iránti figyelmességből, mint ideológiai meggyőződésből tették. Ám Márton már ekkor tudta, hogy mi az elnyomás, mi a fasizmus. A Führer dísztribünjével szemben olimpikon egyenruhájának nadrágszárát fogta végig görcsös kézzel, miközben a Himnuszt hallgatta. Ez a gesztus akkor sokaknak nem tetszett.”
A berlini olimpia bajnokai a német rendezőktől egy-egy tölgyfa-csemetét kaptak. Lőrincz Márton, mivel szülővárosába nem térhetett vissza, csemetéjét az őt fiául fogadó Szentesen ültette el.
Az olimpia után leventeoktató volt. Az aktív sportolástól 1938-ban vonult vissza. A második világháború után külföldre távozott. Cirkuszokban tartott birkózó-bemutatókat. 1948-ban Argentínában telepedett le. 1951-ben autójavító műhelyt indított és birkózó iskolát nyitott.
Külföldről több hazavágyó levelet küldött édesanyjának és mostohatestvérének, Ambrus Péternek. Az első levelét még 1936-ban, az olimpiai faluból küldte, egy másikat Marseille-ből, ahol hajóra szállt (1948. április 29-én), majd 1949. december 28-án már az argentínai Bariloche-ből. Az utolsó levelét 1962. november 12-én Kanadában adta fel. Ezután minden kapcsolat megszakadt vele.

## Emlékezete
- nyughelye Buenos Aires temetőjében található, ahová a város temettette el, mivel nem volt senki hozzátartozója.[1]
- Szentesen teret neveztek el róla,[5]
- Korondon sportcsarnok viseli a nevét.[6]
- Lőrincz Márton birkózó emlékverseny Korondon[7]
- Lőrincz Márton birkózó emlékverseny Szentesen[8]
- Lőrincz Márton Sportklub[9]
- Becze Zoltán centenáriumi emlékfilmje[10][11]

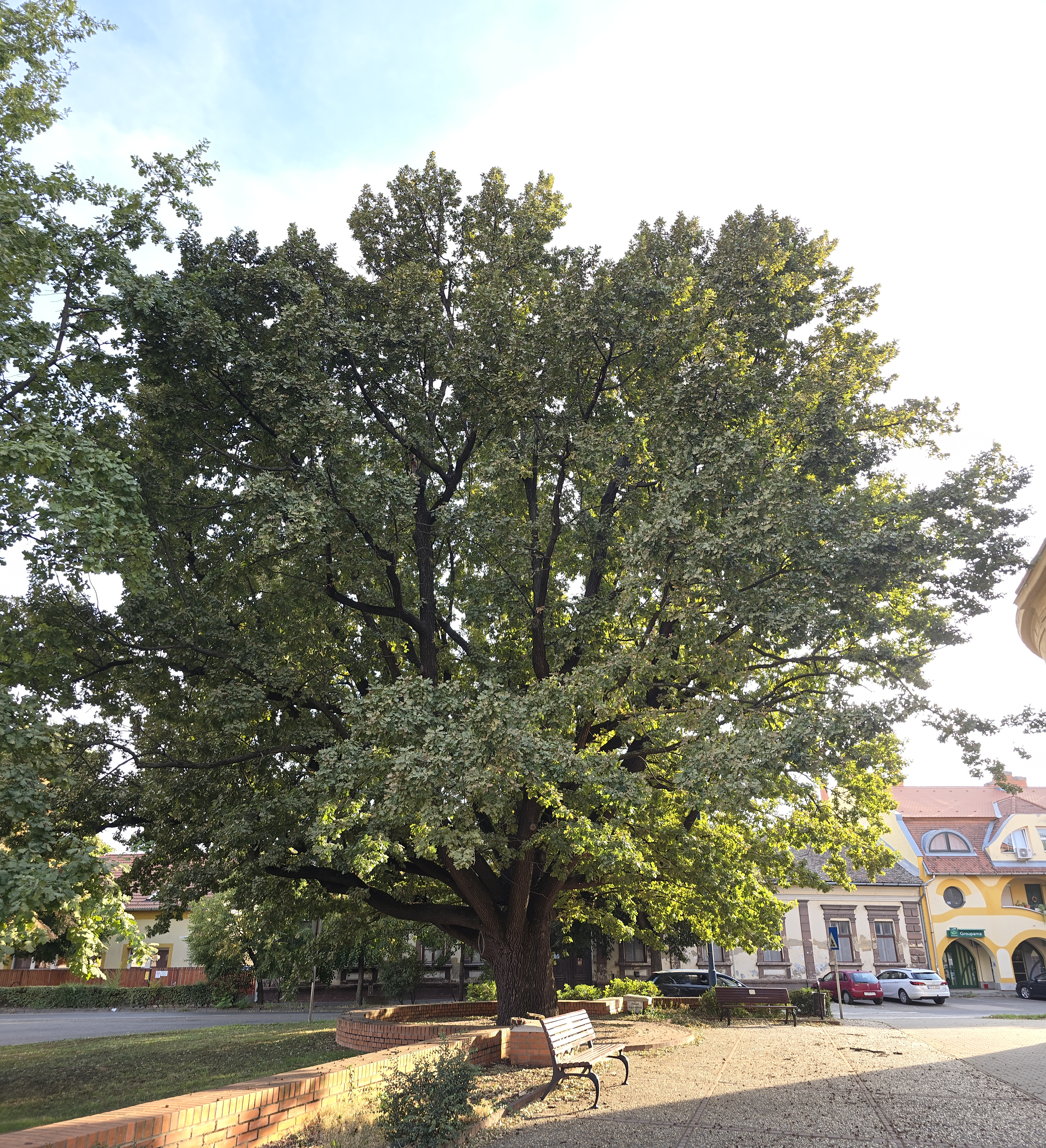
Lőrincz Márton Olimpiai tölgyfája Szentesen

- Korondon szobra áll (2022)[12]

## Sporteredményei
- kétszeres magyar bajnok (1934: kötöttfogás, légsúly ; 1935: szabadfogás, légsúly)
- Európa-bajnok (1934: szabadfogás, légsúly)
- Európa-bajnoki 2. helyezett (1935: szabadfogás légsúly)
- olimpiai bajnok (1936): kötöttfogás, légsúly)